# Volker Ruhland
Volker Ruhland (* 29. August 1949 in Seifhennersdorf; † 14. November 2021) war ein deutscher Historiker.

## Leben
Ruhland promovierte 1982 an der Pädagogischen Hochschule „Karl Friedrich Wilhelm Wander“ Dresden mit einer Untersuchung über die Rolle der verschiedenen Schichten während der revolutionären Ereignissen der Jahre 1830/31 in Dresden zum Dr. phil. Seine Habilitation (damals Diss. B) legte er dort 5 Jahre später mit der Schrift Untersuchungen zu Rolle und Formen der Bürgermilizen im Prozess der bürgerlichen Umwälzung in Deutschland, unter besonderer Berücksichtigung der Kommunalgarden im Königreich Sachsen ab. Er war Dozent für Neuere Geschichte am Institut für Geschichte der Pädagogischen Hochschule Dresden, und nach deren Teilabwicklung 1992 an der Technischen Universität Dresden.
Er trat als Autor verschiedener Bücher und zahlreicher Aufsätze zur Geschichte Sachsens hervor. Ruhland gehörte dem Redaktionsbeirat der Dresdner Hefte an.

## Schriften (Auswahl)
- Die Rolle der Volksmassen, der Bourgeoisie und der herrschenden Klasse in den revolutionären Ereignissen der Jahre 1830/31 in Dresden. Die revolutionären Unruhen im Lichte der archivalischen Quellen, Diss., PH Dresden
- Untersuchungen zu Rolle und Formen der Bürgermilizen im Prozess der bürgerlichen Umwälzung in Deutschland, unter besonderer Berücksichtigung der Kommunalgarden im Königreich Sachsen, Diss B, PH Dresden 1987, DNB 881095117
- (mit Annette Kura und Roland Unger) Sachsens Mordbrenner, Räuber, Pascher und Wildschützen im Erzgebirge und in der Oberlausitz, 1993, ISBN 978-3-910195-08-0, 2. A. 1996, ISBN 3-910195-15-6.
- (mit Ulrich Schneeweiß) Zur Geschichte des Sächsischen Serumwerkes Dresden, 2001, DNB 1067452834.
- Verwaltungsgeschichte Sachsens. Ein Überblick, 2006, ISBN 978-3-938856-01-7.

## Referenzen
1. ↑  Vademekum der Geschichtswissenschaften, 2000, S. 545.
2. ↑  https://www.sz-trauer.de/traueranzeige/dr-habil-volker-ruhland/59219827
3. ↑  https://opac.k10plus.de/DB=2.299/PPNSET?PPN=1180263413&PRS=HOL&HILN=888&INDEXSET=21
4. ↑  https://tu-dresden.de/ua/mitarbeiter-und-kontakte/angela-buchwald/ressourcen/dateien/phd/PVV-1990_91-WS.pdf?lang=de
5. ↑  https://www.google.de/books/edition/Literatur_Kriminalit%C3%A4t_und_Rechtskultur/DtEDAQAAIAAJ?hl=de&gbpv=1&bsq=%22Volker+Ruhland%22&dq=%22Volker+Ruhland%22&printsec=frontcover
6. ↑  Vademekum Der Geschichtswissenschaften, 1997, Band 2, Seite 72

| Personendaten    | Personendaten        |
| ---------------- | -------------------- |
| NAME             | Ruhland, Volker      |
| KURZBESCHREIBUNG | deutscher Historiker |
| GEBURTSDATUM     | 29. August 1949      |
| GEBURTSORT       | Seifhennersdorf      |
| STERBEDATUM      | 14. November 2021    |